# پیاده‌روی طولانی (رمان)
پیاده‌روی طولانی (انگلیسی: The Long Walk) یک رمان ترسناک ویران‌شهری نویسنده آمریکایی استیون کینگ است که در سال ۱۹۷۹ با نام مستعار ریچارد باخمن منتشر شد. این کتاب در سال ۱۹۸۵ با جلد گالینگور کتاب‌های باخمن گردآوری شد و از آن زمان تاکنون چندین بار تجدید چاپ شده است.
داستان در یک نسخه جایگزین دیستوپیایی از ایالات متحده، تحت حاکمیت یک رژیم تمامیت‌خواهی، داستان شرکت کنندگان یک مسابقه پیاده‌روی طاقت فرسا سالانه را دنبال می‌کند. در سال ۲۰۰۰، انجمن کتابخانه آمریکا، راه طولانی را به عنوان یکی از ۱۰۰ کتاب برتر برای خوانندگان نوجوان که بین سال‌های ۱۹۹۶ تا ۲۰۰۰ منتشر شد، فهرست کرد.

## اقتباس سینمایی
- پیاده‌روی طولانی (۲۰۲۵)

## برای مطالعهٔ بیشتر
راه‌پیمایی مرگ
نبرد سلطنتی (رمان)